# Gliese 625
Gliese 625 è una stella nana rossa situata a circa 21 anni luce dalla Terra, in direzione della costellazione del Dragone. Attorno ad essa, nel 2017, è stato scoperto un pianeta extrasolare di tipo roccioso, Gliese 625 b.

## Caratteristiche
La stella è una nana rossa apparentemente stabile, avente una massa e un raggio che sono all'incirca il 30% di quelli del Sole, e una temperatura superficiale attorno ai 3500 K. La metallicità, ovvero l'abbondanza di elementi diversi da idrogeno e elio, è notevolmente inferiore rispetto a quella del Sole (38% rispetto a quella solare).

## Sistema planetario
Nel maggio del 2017 è stata annunciata la notizia della scoperta di un pianeta del tipo super Terra attorno alla stella, che orbita all'interno della zona abitabile del sistema, seppure nei pressi del suo limite interno. La scoperta è avvenuta con il metodo della velocità radiale tramite lo spettrografo HARPS-N del telescopio nazionale Galileo, situato all'osservatorio del Roque de los Muchachos, alle Isole Canarie.
Il pianeta ha una massa 2,8 volte quella terrestre, orbita in poco meno di 15 giorni attorno alla stella madre, a una distanza di 0,078 UA, che equivale a 11,7 milioni di chilometri.

### Prospetto del sistema
| Pianeta      | Tipo        | Massa          | Raggio | Periodo orb.  | Sem. maggiore | Eccentricità | Scoperta |
| ------------ | ----------- | -------------- | ------ | ------------- | ------------- | ------------ | -------- |
| Gliese 625 b | Super Terra | 2,82 ± 0,51 M⊕ | -      | 14,638 giorni | 0,078 UA      | 0,13         | 2017     |